# 螺蛳粉
螺蛳粉是广西柳州的风味小吃，由柳州特有的米粉，加上酸筍、木耳、花生、油炸豆皮、黄花菜、青菜、炸蛋等配料及适度的酸辣味和煮淡水石螺的汤水调合而成，具有酸、辣、鲜、爽、烫的风味及酸笋的特殊气味。正宗的螺蛳粉不放螺蛳，只是汤用螺蛳熬成；而所謂「螺螄」也不是被列為受保護動物的螺螄，而是三種常見的淡水石螺，特別是方形環棱螺。
螺蛳粉最大的特色为其汤底带有辣和腥的味道。螺蛳汤是以石螺为原料，加上猪筒骨再配以多種香料（有些会加入中药）熬制成汤。由于各家所卖螺螄粉的汤底不同，因此不同店家的螺螄粉味道也略有不同。好的螺蛳汤應清而不淡、麻而不燥、辣而不火、香而不腻。它的主料是乾米粉，它和米粉、米线不同。通常是用由柳州特有的软滑爽口的米粉（大米磨成漿，裝袋濾乾，揣成米粉糰煮熟後壓榨成圓根或片狀。圓的稱米粉，片狀的稱切粉，通稱米粉），优质的乾切粉要用陈米制造，食用前在清水中浸泡软化之后再煮。

## 起源
螺螄粉起源有多幾種說法，当地人或总结为1950、60年代在柳州出现雏形，1980年代初正式成型，成为当地普遍出售的食品：
- 说法一：1980年代中，解放南路有一家兼营乾切粉的杂货店裡的店员在早上九點左右學習完後，常會拿上一把乾切粉，到隔壁的阿婆螺蛳摊，后来又有人买来青菜一起煮。卖螺蛳的王记阿婆也觉得此粉的味道甚佳，就卖起了螺蛳粉。

- 说法二：文革结束後，商贸开始复苏，谷埠街菜市成为柳州市内生螺批发的最大集散地，附近工人电影院的观众散場後又會在附近逛，形成谷埠街夜市。柳州人素來嗜吃螺蛳和米粉，有些夜市老闆就同时经营煮螺和米粉的生意。人們又喜歡加入油水甚多的螺蛳汤與米粉一同享用，形成了螺蛳粉的雏形。

- 说法三：1980年代初期的一天深夜，几位外地人赶到柳州到了一家快要打烊的米粉摊点，但用作配米粉吃的骨头汤已经没有了，只剩一锅煮螺剩下的螺蛳汤，摊主就把米粉放到螺蛳汤里煮，加上青菜以及花生等配菜，幾個外地人吃后，大呼好吃。摊主後來再逐步完善其配料和制作，形成了现在螺蛳粉的雏形。

- 说法四：柳州人一直喜欢吃螺蛳。当地居民回忆，在1940、50年代，柳州即有煮螺蛳出售，是常见的街头小吃[4]。在1960、70年代，当时的柳州螺蛳摊档的食材是石螺，汤水鲜甜可口，不像田螺汤有腥味，所以螺蛳汤是螺蛳摊档的重要销售品种，售价为每碗人民币5分。由于当时的经济条件限制，当时的螺蛳汤比螺蛳更加畅销。柳州人在家经常煮螺蛳，米粉也是柳州人日常生活中的重要食物，两者混合，就是螺蛳粉。因此，在1983年以前，螺蛳粉这个米粉的品种已经出现在柳州人的家里。之后，在解放南路、青云菜市、谷埠街三处柳州当时的重要小吃市场慢慢兴起螺蛳粉，其中以解放南路的螺蛳摊档最多。

经过不同的改良、加配料，螺螄粉就成為柳州的经典小吃。值得注意是，这种食品在1980年代初出现时并未被立即命名为螺蛳粉，但不久，“螺蛳粉”一词即成为共识。1988年6月，柳州市工商行政管理局向邱云英颁发的、现存最早的螺蛳粉个体工商业营业执照，标注：“主营螺蛳粉”。

## 英文名称
2015年公布的《柳州螺蛳粉地方标准》、《预包装柳州螺蛳粉地方标准》的第三次修正稿明确，螺蛳粉的官方英文名定为“Liuzhou river snails rice noodle”（柳州河螺米粉）。由于“snail”被误认为是蜗牛等制品，2024年5月，柳州发布《预包装柳州螺蛳粉外包装英文译写规范》，重新明确柳州螺蛳粉的英文名称为“Liuzhou Luosifen”。

## 配料

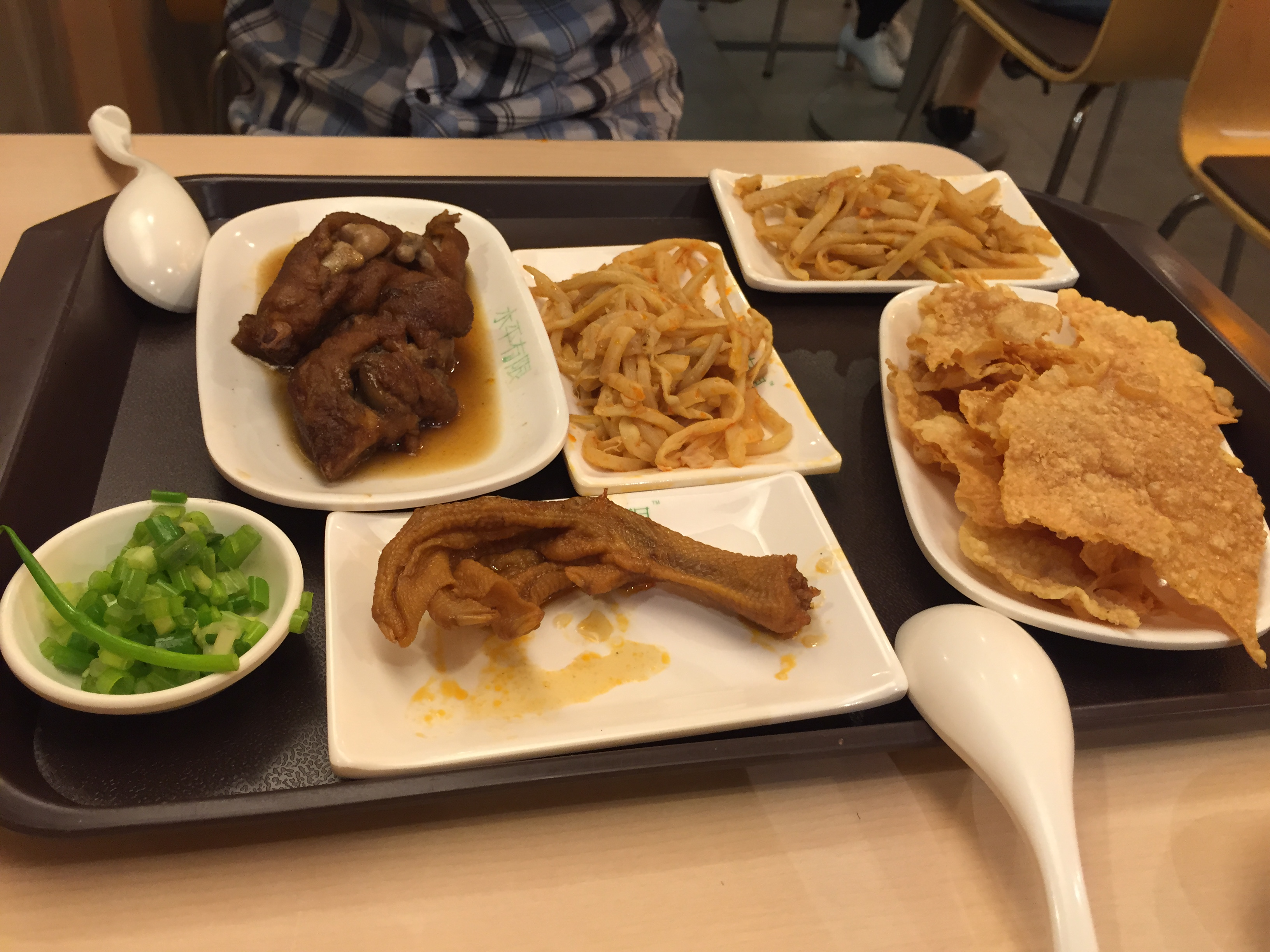
与螺蛳粉搭配的荤配菜一般是豬腳或鸭脚

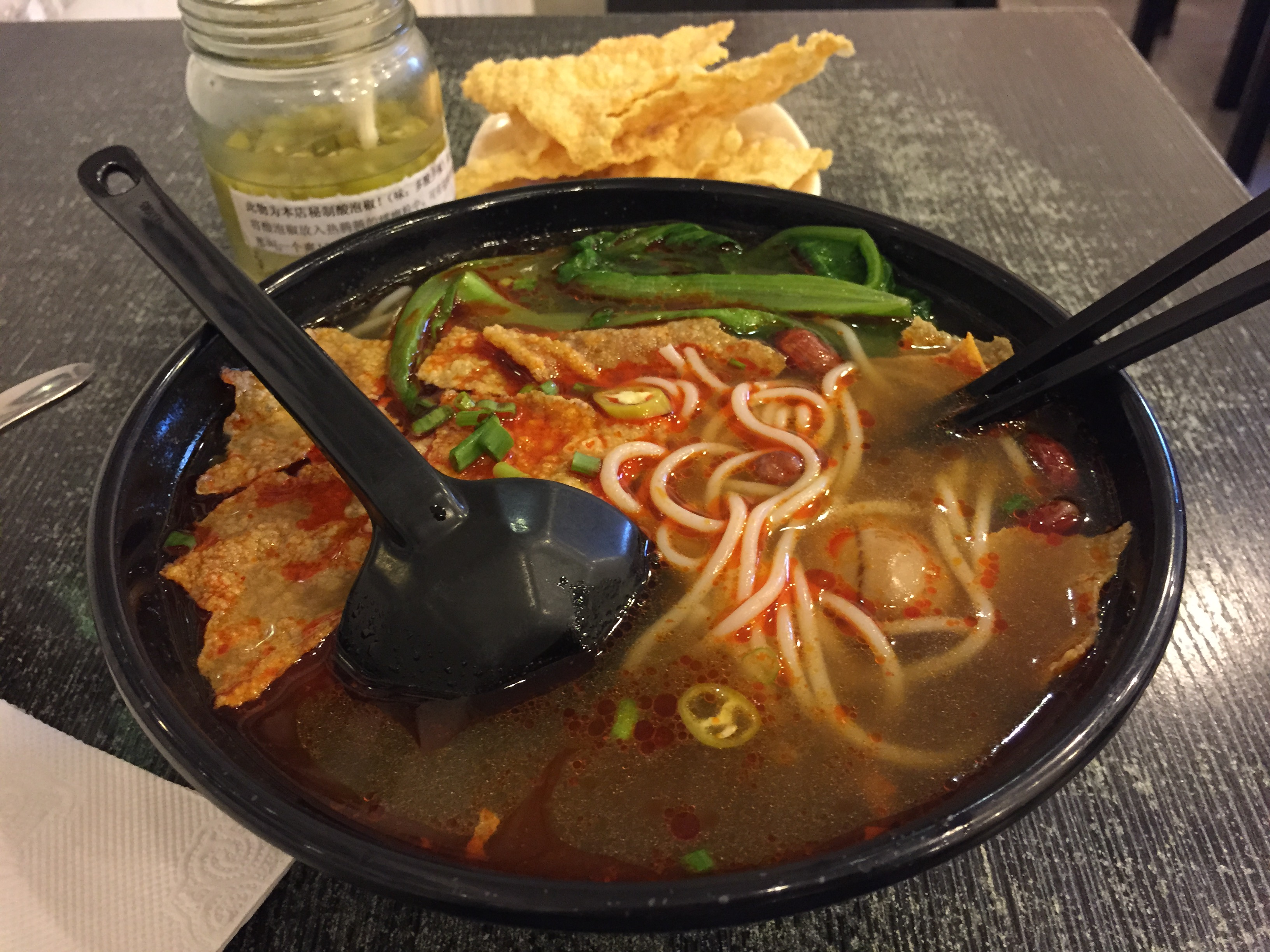
在北京供应的螺蛳粉

螺蛳粉的配料有酸笋、腐竹（豆腐皮）、木耳、花生、萝卜干等。有的粉摊还有酸菜、头菜、油葱等供选择。青菜也是螺蛳粉的重要原料。配菜有鸭脚，豆腐泡，香肠，卤蛋。在夏天有蕹菜、小白菜、空心菜；在冬天有生菜、油麻菜、木耳、菜花、豌豆苗。一般的粉摊都有几种青菜供选择。

## 製作方法
把活螺螄（可用田螺或江河中的小螺）浸泡，投入一鐵塊讓螺吐泥和抑制血吸蟲，兩天後把螺取出，去掉尾部，瀝乾水備用。
然後开锅，烧热油，拍蒜、薑，加入大蒜，红辣椒乾、紫苏等（可再加入其他配料），再爆炒出味，倒入螺蛳翻炒，加調味（盐、鸡精、蚝油、料酒等，部份更使用了加臭醬），炒至四分熟，再加水，加入、茴香、陈皮、桂皮、丁香、胡椒、香叶、甘草、沙薑、八角等中药，小火炖兩小时。
再烧开水，下蔬菜如空心菜、生菜、油菜花等，煮至八分熟後捞出，淋少许油。再把泡好的米粉煮熟捞出，和菜放在一起，加上配菜，淋入螺蛳汤，食用時淋上麻油和辣椒油。
加上炸蛋、凤爪等小食更有风味。

## 速食化

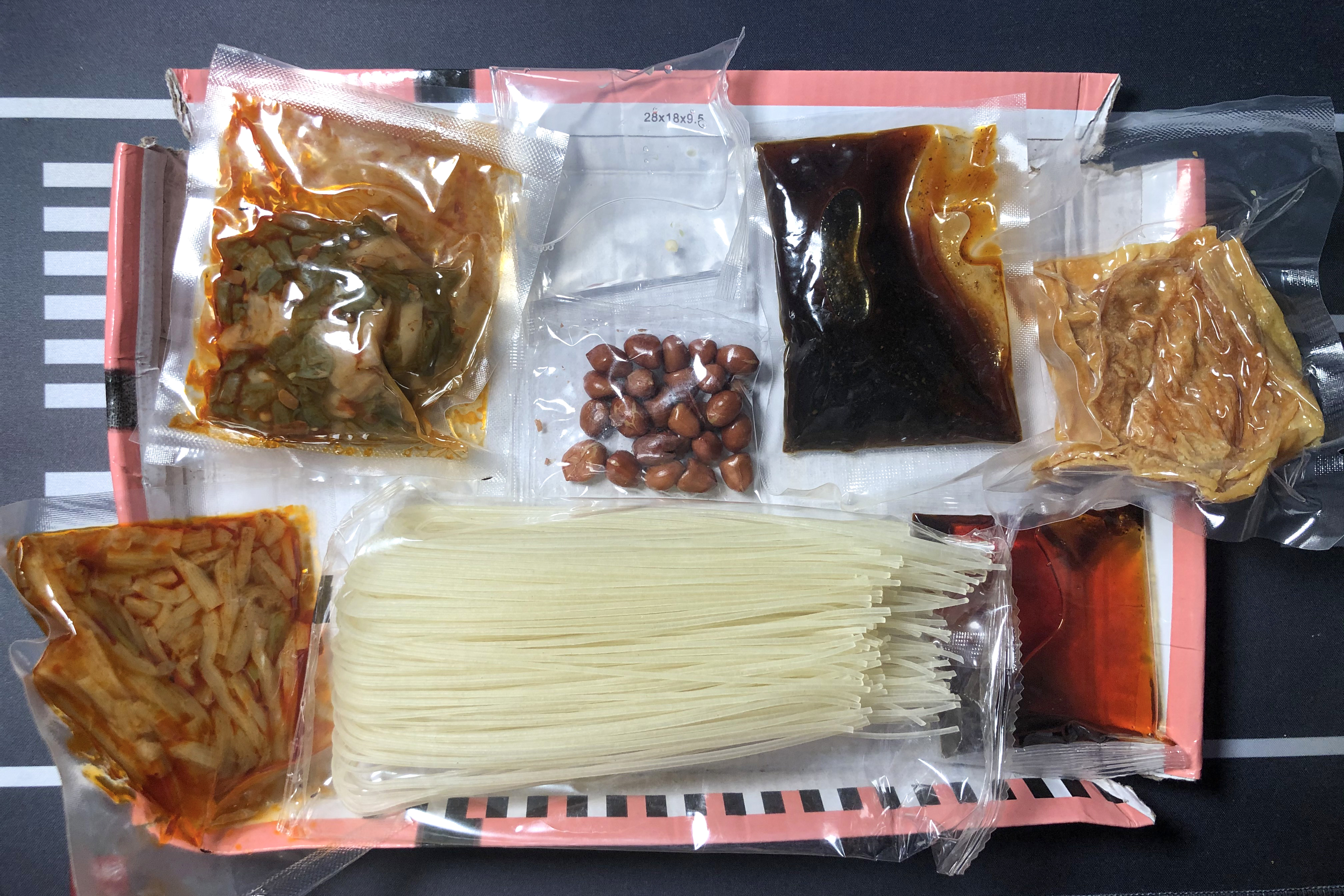
袋装螺蛳粉的内容物，包括干米粉、螺蛳汤包、酸笋、腐竹、辣椒油、白醋等

2014年，速食袋装螺蛳粉问世，螺蛳粉实现工业化生产，柳州市也先后于2015年和2016年建立螺蛳粉协会和螺蛳粉产业园，此后螺蛳粉成为中国互联网爆红的小吃，袋装螺蛳粉的销量大增，2019年销售额突破60亿元，日均销量超过170万袋，柳州当地豆角、竹笋等原材料的需求量也因此增长。2019冠状病毒病中国大陆疫情爆发后，民众居家抗疫使得袋装螺蛳粉销量暴涨，2020年2月中下旬因原材料紧张导致螺蛳粉一度缺货，“螺蛳粉还不发货”一度成为当时的微博热搜话题。与速食方便面不同的是，大多数袋装方便螺蛳粉需要在锅里煮，没有办法用开水烫熟。在中国，常见的螺狮粉品牌包括了好欢螺、李子柒、柳全等，受到欢迎，一些厂商还推出了番茄味等不同于传统口味的螺蛳粉。

## 事件

### 特別調味爭議
四川成都市市監局人員早前巡查一家高評分、月銷近5,000份的外賣螺螄粉店，發現該店除廚房極其骯髒，還使用「螺螄粉加臭醬」，該店已被立案調查並暫停營業，等待整改。消息一出引發網絡嘩然，網民紛紛表示不能接受店家使用加臭醬等產品。
內媒報道，電商平台上有多個商家在銷售螺螄粉加臭醬、加濃螺膏等產品，有賣家在產品介紹中稱螺螄粉巨臭螺肉膏每碗成本低至0.1元（人民幣，下同，約0.11港元），兩斤罐裝螺肉膏售價23.8元（約26港元），平台數據顯示產品已售逾9,000份。該商家客服表示，產品家用商用都可以，一斤湯底放5克即可，使湯底螺味更濃，而且配料成分符合國家標準。
其後多家螺螄粉品牌客服回應事件，有的稱沒有使用加臭醬等產品，有的僅表示自家產品已經過第三方檢測機構檢測，質量有保障。其實螺螄粉的臭味來自其配菜之一的酸筍，其經發酵製成，過程中產生多種揮發性物質帶來特殊的「香臭」，因此有網民表示：「酸筍本身就有一股強烈的味道，不懂為甚麽還要加增臭劑。」